# Un nuevo baile
«Un nuevo baile», también conocida como «Un nuevo estilo de baile», es una canción compuesta por Jorge Alvarado e interpretada por la banda de rock chilena Emociones Clandestinas, que era liderada por el autor. El sencillo pertenece al álbum de culto Abajo en la costanera (1987), considerado 23.º entre los 50 mejores discos chilenos de todos los tiempos.

## Antecedentes
A mediados de los 80, se consideraba que la propuesta de Emociones Clandestinas era desafiante y contestataria, tanto para la dictadura militar como para quienes formaban parte de su propia escena cultural. Bajo ese contexto, la canción emerge con un ritmo y letras llamativas, llegando a convertirse en un clásico de la banda y de la época. El video realizado por María Paz Marambio, grabado en un fin de semana, logró que el sencillo se posicionara en los programas musicales de televisión.
Entre las nueve canciones que contemplaba Abajo en la costanera, en un total de treinta y siete minutos, «Un nuevo baile» fue el single principal. En 2012 se publicó un documental sobre la banda, que recordaba a la vez su mayor éxito: «Emociones Clandestinas: Mi nuevo estilo de baile».